# Sanpo suru shinryakusha
Sanpo suru shinryakusha (散歩する侵略者?), conosciuto anche con il titolo internazionale Before We Vanish, è un film del 2017 diretto da Kiyoshi Kurosawa, tratto dall'omonima opera teatrale del 2005 di Tomohiro Maekawa.

## Trama
Un gruppo di extraterrestri atterra in Giappone e si sostituisce a quattro esseri umani per imparare a vivere e pensare come loro, come avanguardia di un'imminente invasione aliena della Terra. Effetto collaterale della missione è che gli umani con cui interagiscono, solitamente affetti o conoscenti delle persone alle quali hanno sottratto il corpo, smettono improvvisamente di comprendere concetti filosofici o astratti una volta che essi vengono carpiti dagli alieni.

## Distribuzione
Il film è stato presentato in anteprima nella sezione di Un Certain Regard del 70º Festival di Cannes il 21 maggio 2017. È stato distribuito nelle sale cinematografiche giapponesi a partire dal 9 settembre 2017.